# Ainars Latkovskis
Ainars Latkovskis (ur. 23 grudnia 1967 w Rzeżycy) – łotewski polityk, poseł na Sejm, w latach 2004–2006 minister ds. integracji społecznej.

## Życiorys
W 1987 rozpoczął studia w instytucie historii na wydziale filozoficzno-historycznym Uniwersytetu Łotwy. W latach 1991–1992 studiował nauki polityczne na Uniwersytecie w Umeå w Szwecji, następnie zaś stosunki międzynarodowe na George Washington University w USA (1993–1995). Podczas studiów pracował jako nauczyciel historii, a także jako producent audycji radiowych i ich prowadzący. W latach 1997–2002 był zatrudniony w głównym urzędzie ceł.
W 2002 przystąpił do nowego ugrupowania politycznego Nowa Era, z ramienia którego uzyskał w tym samym roku mandat posła na Sejm VIII kadencji. W 2004 sprawował funkcję przewodniczącego komisji do spraw zwalczania korupcji, przemytu i zorganizowanej przestępczości. Od 2 grudnia 2004 do 7 kwietnia 2006 był ministrem do spraw integracji społecznej w gabinecie Aigarsa Kalvītisa (zajmował się głównie problemami mniejszości narodowych). Po odejściu z rządu powrócił do wykonywania mandatu poselskiego, który utrzymywał w wyborach w 2006, 2010 i 2011.
W 2010 został przewodniczącym komisji spraw wewnętrznych, obrony i zwalczania korupcji w Sejmie X kadencji. W Sejmie XI kadencji ponownie objął tę funkcję. W wyborach w 2014, 2018 i 2022 uzyskiwał reelekcję do Sejmu XII, XIII oraz XIV kadencji z ramienia Jedności.
W 2006 został odznaczony Srebrnym Medalem „Zasłużony Kulturze Gloria Artis”.
Żonaty, ma córkę i dwóch synów.